# Liste der Kriegsfischkutter (Nachkriegsbau)
Die Liste der Kriegsfischkutter (Nachkriegsbau) ist eine Teilliste von Liste der Kriegsfischkutter.

## KFK Werftzuordnung (ab 1945)

### Westdeutschland
- Burmester-Werft/Burg, 10 KFK, Baunummern 2891–2900 (Spiegelhecktyp), die Burmester Werft wurde 1979 von der Fr. Lürssen Werft in Bremen-Vegesack übernommen und der Standort in Bremen-Burg aufgegeben. Das Baunummernverzeichnis der Burmester Werft wurde von der Lürssen-Werft archiviert.

### DDR
mindestens 57 KFK-Nachbauten (24-m-Kutter-Serie, sowohl Spitzgatter als auch Spiegelboote) auf 11 Werften
- VEB Schiffs- und Bootswerft Gehlsdorf
- VEB Boddenwerft Damgarten
- VEB Boots- und Reparaturwerft Barth
- Dänholmwerk C. und H. Blad, Stralsund
- Wilhelm Wessel, Lauterbach/Rügen
- Boots- und Yachtwerft Richard Buchholz, Greifswald
- VEB Boots- und Reparaturwerft Greifswald
- Christian Jarling & Söhne, Freest
- Schiffswerft Willi Horn, Wolgast
- Gebrüder Kruse, Ückermünde
- VEB Schiffs- und Bootswerft Altwarp

Im Unterschied zu den KF wurden sie Eiche auf Eiche gebaut und nicht Komposit.

### Polen
- In und um Swinemünde (Stettin, Neuwarp, Dievenow): 1947–1950 etwa 6 KFK, Serienbezeichnung (SKS 240) Region Świnoujście/Swinemünde aus KFK-Werftmaterial oder/und Reparaturen
- vermutlich Gdynia und/oder gesamte Küste: rund 46 Nachbauten, Serienbezeichnung B12
- weitere Ähnliche als Serie B25 auf bisher nicht bekannten Werften

## Schiffsporträts von Nachkriegsbauten

### SerieNordder Yacht- und Bootswerft Burmester, Bremen-Burg (1945–1948)
| Bau-Nr. 2891     | Bau-Nr. 2891 |
| ---------------- | --- |
|                  | vorgesehener Name: → Nordlicht, vorgesehenes Fischereikennzeichen: → BX 354 |
| um 1951          | „Reiseschiff“ → Margarete, Eigner: Seine Königliche Hoheit Fürst Friedrich von Hohenzollern (Prinz von Hohenzollern-Sigmaringen?) im Kreuzvergleich mit und |
| später           | → Kormoran, Heimathafen: Arnis im Kreuzvergleich mit und |
| ca. 2002–2005    | Restaurationsvorhaben auf der ehemaligen Ewerwerft in Wischhafen |
| nach 2005        | Schicksal/Verbleib unklar, da die Werft durch Insolvenz erneut schließen musste |
| Bau-Nr. 2892     | |
|                  | vorgesehener Name: → Nordstern, vorgesehenes Fischereikennzeichen: → BX 355 |
| Bau-Nr. 2893     | |
|                  | vorgesehener Name: → Nordwind, vorgesehenes Fischereikennzeichen: → BX 356 |
|                  | für weitere Details siehe Hauptartikel Nordwind (Schiff, 1945) |
| Bau-Nr. 2894     | |
|                  | vorgesehener Name: → Nordkap, vorgesehenes Fischereikennzeichen: → BX 357 |
| Bau-Nr. 2895     | |
| Kriegsende 1945  | lag mit anderen nicht fertiggestellten Schiffen auf der Pier von Ernst Burmeister in Burg bei Bremen. Von den Besatzungsmächten konfisziert |
| 1946             | nach bei Ernst Burmester, Travemünde(?) gebaut |
| 1948             | an Herbert Gädke, List/Sylt |
| 1. August 1948   | → Nordmeer → (HF 493) |
| 1948             | * wieder gestrichen und zurück an Burmester Schiffsrumpf ohne Namen wurde von der damaligen BP London erstanden, die ihn bei Burmester als Segler (zum sog. „Reisekutter“) aufbauen ließ. Benennung nach dem Spitznamen eines der Vorstandsvorsitzenden → Freddy |
| 30. August 1951  | Eintrag im deutschen Schiffsregister, Eigner: BP Benzin und Petroleum Aktiengesellschaft in Hamburg |
| 30. August 1974  | an Deutsche BP Aktiengesellschaft Hamburg, (Firmennamensänderung) |
| 1. Dezember 1993 | Eigentum der SWW Freddy GbR |
| Januar 2003      | vom Verein Seglervereinigung traditioneller Segelsport e.V betreut |
|                  | häufiger Teilnehmer von Segelveranstaltungen entlang der Ostseeküste, zum Beispiel Hanse Sail Rostock, Kieler Woche und Hamburger Hafengeburtstag |
| Bau-Nr. 2896     | |
|                  | vorgesehener Name: → Nordpol, vorgesehenes Fischereikennzeichen: → BX 359 |
| Bau-Nr. 2897     | |
|                  | Name: → Nordland, Fischereikennzeichen: → BX 360 |
| später           | übernommen von Rudolf August Oetker. |
| 1970             | für Charter im Mittelmeer angeboten |
| bis April 2006   | möglicherweise Generalüberholung und neuer Innenausbau bei Heli Yachts in Pula (Kroatien) nach Konzept von newcruise als Luxusyacht Nordland Andernfalls Verbleib unklar.                                                                                        |
| Bau-Nr. 2898     | |
|                  | vorgesehener Name: → Nordstrand, vorgesehenes Fischereikennzeichen: → BX 361 |
| später           | → Fatima, Eigner F. W. D. Grupe, Reeder in Bremen |
|                  | fährt als Gaffelketsch und Segelyacht Le Don du Vent im Mittelmeer, Heimathafen: Marseille, charterbar inklusive Besatzung für verschiedenste Zwecke |
| Bau-Nr. 2899     | |
|                  | Name: → Nordfjord, Fischereikennzeichen: → BX 362 |
| 7. März 1951     | Nach Herausnahme aus der Fischerei Eintrag im SSR für die Burmester-Werft |
|                  | Umbau zum Reisekutter bei Burmester |
| Mai 1957         | Verkauf nach Panama |
|                  | über England, USA, Karibik, Frankreich, Adria letztlich mit östreichischem Eigner ins Rote Meer nach Hurghada und Port Sudan, Einsatz als charterbares Tauchschiff Freedom                                                                                       |
| 2011             | steht in Port Sudan (Sudan) zum Verkauf |
| Bau-Nr. 2900     | |
|                  | Name: → Nordriff, Fischereikennzeichen: → BX 363 |
| 1950             | noch immer im Besitz von Ernst Burmester, umgebaut zum sogenannten „Reisekutter“. Unter dem Namen Helgoland auf der Kieler Woche vorgestellt |
| ca. 1951         | Eigner: Dr. Büchting (Saatzüchter) |

### DDR-Serie24-m-Kutterfür Fischerei und Forschung
Bisher enthält die Liste nur die bisher ermittelten noch existierende Kutter und ist sortiert nach Sassnitzer Fischereikennzeichen. Weitere Kutter dieser Baureihe unter
| SAS 237                          | SAS 237                                                                                    |
| -------------------------------- | ------------------------------------------------------------------------------------------ |
| 195?                             | Bau im VEB Boddenwerft Damgarten (DDR)                                                     |
| 18. August 1951                  | Indienststellung als Conrad Blenkle (SAS 237)                                              |
| 12. Januar 1973                  | Außerdienststellung                                                                        |
| 1973                             | jetzt Angelkutter Tanja                                                                    |
| SAS 247                          |                                                                                            |
| 195?                             | Bau im VEB Boddenwerft Damgarten (DDR)                                                     |
| 19. November 1951                | Indienststellung als Albrecht Dürer (SAS 247)                                              |
| 17. November 1966                | Außerdienststellung                                                                        |
| 1966                             | Trawler Opal (S.28) in Skagen (Dänemark) später Yacht und Gaffelschoner Opal               |
| SAS 264                          |                                                                                            |
| 195?                             | Bau im VEB Boddenwerft Damgarten (DDR)                                                     |
| 27. März 1952                    | Indienststellung als Anna Seghers (SAS 264)                                                |
| später                           | jetzt Tauch- und Angelkutter Michael Glinka                                                |
| SAS 268                          |                                                                                            |
| 195?                             | Bau im VEB Boddenwerft Damgarten (DDR)                                                     |
| 29. Dezember 1951                | Indienststellung als M. J. Kalinin (SAS 268)                                               |
|                                  | STR 173 Seetouristik                                                                       |
| derzeit                          | Ausflugsschiff M. J. Kalinin in Sassnitz                                                   |
| Jordan (ohne SAS-Kennung)        |                                                                                            |
|                                  | [ 30 ]                                                                                     |
| Magnetologe (ohne SAS-Kennung)   |                                                                                            |
| 1953                             | Bau                                                                                        |
| 1953–1990                        | Forschungsschiff Magnetologe für das Wasser- und Schifffahrtsamt Stralsund                 |
| 1993–1994                        | Neuauf- und Umbau                                                                          |
|                                  | Umbenennung in Prof. O. Krümmel                                                            |
| SAS-Kennung bisher nicht bekannt |                                                                                            |
| derzeit                          | Yacht und Schoner Morena                                                                   |
| SAS-Kennung bisher nicht bekannt |                                                                                            |
| 1973                             | Manta                                                                                      |
| heute                            | Angelkutter Klaus-Peter                                                                    |
| SAS-Kennung bisher nicht bekannt |                                                                                            |
| 1951                             | gebaut vom VEB Boddenwerft Damgarten                                                       |
| 1971                             | Hochseeangelkutter Wiking (Helwig Szameitat, Kappeln)                                      |
| 2013                             | Hochseeangelkutter Wiking (Bernd Klement, Heikendorf), verchartert an Reederei Safety-Ship |
| 2019                             | nach Wassereinbruch im Fischereihafen Cuxhaven auf den Nordseekai gehoben                  |
| 2021                             | im März 2021 in Cuxhaven abgebrochen                                                       |

### Nachkriegsfertigung in Polen
Bemerkenswerterweise bezeichnen polnische Fischer noch heute diese Schiffe als Ka-eF-Ka.

#### SerieSKS 240
1947–1950 wurden in Stettin und Umgebung (Świnoujście/Swinemünde, Nowe Warpno/Neuwarp, Dziwnów/Dievenow) unter der Serienbezeichnung SKS-240 sechs KFK als Fischkutter vollendet, repariert oder aus KFK-Rohmaterial neugebaut.

#### SerieB12
Weitere 46 Neubauten nach KFK-Muster folgten vermutlich in Gdynia/Gdingen und/oder anderen, kleineren Fischereiwerften an der gesamten polnischen Küste.

#### SerieB25
Als Serie B25 wurden später eine bisher unbekannte Zahl weiterer sehr ähnliche Fischkutter gebaut.